# Seznam dílů seriálu Batwoman
Toto je seznam dílů seriálu Batwoman. Americký dramatický televizní seriál Batwoman byl vysílán v letech 2019–2022 na stanici The CW, celkem vzniklo 51 dílů seriálu rozdělených do tří řad.

## Přehled řad
| Řada | Díly | Premiéra v USA | Premiéra v USA  | Premiéra v ČR     | Premiéra v ČR   |
| Řada | Díly | První díl      | Poslední díl    | První díl         | Poslední díl    |
| ---- | ---- | -------------- | --------------- | ----------------- | --------------- |
| 1    | 20   | 6. října 2019  | 17. května 2020 | 22. prosince 2019 | 13. června 2020 |
| 2    | 18   | 17. ledna 2021 | 27. června 2021 | 7. dubna 2021     | 16. srpna 2021  |
| 3    | 13   | 13. října 2021 | 2. března 2022  | 19. března 2022   | bude oznámeno   |

## Seznam dílů

### První řada (2019–2020)
| Č. v seriálu | Č. v řadě | Původní název                             | Režie            | Scénář                          | Premiéra v USA     | Premiéra v ČR     | Prod. kód |
| ------------ | --------- | ----------------------------------------- | ---------------- | ------------------------------- | ------------------ | ----------------- | --------- |
| 1            | 1         | Pilot                                     | Marcos Siega     | Caroline Dries                  | 6. října 2019      | 22. prosince 2019 | T15.10154 |
| 2            | 2         | The Rabbit Hole                           | Marcos Siega     | Caroline Dries                  | 13. října 2019     | 29. prosince 2019 | T13.21952 |
| 3            | 3         | Down Down Down                            | Dermott Downs    | Holly Henderson a Don Whitehead | 20. října 2019     | 5. ledna 2020     | T13.21953 |
| 4            | 4         | Who Are You?                              | Holly Dale       | Nancy Kiu a Denise Harkavy      | 27. října 2019     | 12. ledna 2020    | T13.21954 |
| 5            | 5         | Mine Is a Long and a Sad Tale             | Carl Seaton      | Jerry Shandy a Ebony Gilbert    | 3. listopadu 2019  | 19. ledna 2020    | T13.21955 |
| 6            | 6         | I'll Be Judge, I'll Be Jury               | Scott Peters     | Chad Fiveash a James Stoteraux  | 10. listopadu 2019 | 26. ledna 2020    | T13.21956 |
| 7            | 7         | Tell Me the Truth                         | Michael Allowitz | Caroline Dries a Natalie Abrams | 17. listopadu 2019 | 2. února 2020     | T13.21957 |
| 8            | 8         | A Mad Tea-Party                           | Holly Dale       | Nancy Kiu                       | 1. prosince 2019   | 9. února 2020     | T13.21959 |
| 9            | 9         | Crisis on Infinite Earths: Part Two       | Laura Belsey     | Don Whitehead a Holly Henderson | 9. prosince 2019   | 16. února 2020    | T13.21958 |
| 10           | 10        | How Queer Everything Is Today!            | Jeffrey Hunt     | Caroline Dries                  | 19. ledna 2020     | 23. února 2020    | T13.21960 |
| 11           | 11        | An Un-Birthday Present                    | Mairzee Almas    | Chad Fiveash a James Stoteraux  | 26. ledna 2020     | 1. března 2020    | T13.21961 |
| 12           | 12        | Take Your Choice                          | Tara Miele       | Ebony Gilbert                   | 16. února 2020     | 8. března 2020    | T13.21962 |
| 13           | 13        | Drink Me                                  | Dermott Downs    | Jerry Shandy                    | 23. února 2020     | 15. března 2020   | T13.21963 |
| 14           | 14        | Grinning from Ear to Ear                  | Michael Blundell | Denise Harkavy                  | 8. března 2020     | 2. května 2020    | T13.21964 |
| 15           | 15        | Off with Her Head                         | Holly Dale       | Natalie Abrams                  | 15. března 2020    | 9. května 2020    | T13.21965 |
| 16           | 16        | Through the Looking-Glass                 | Sudz Sutherland  | Nancy Kiu                       | 22. března 2020    | 16. května 2020   | T13.21966 |
| 17           | 17        | A Narrow Escape                           | Paul Wesley      | Daphne Miles                    | 26. dubna 2020     | 23. května 2020   | T13.21967 |
| 18           | 18        | If You Believe in Me, I'll Believe in You | James Bamford    | Chad Fiveash a James Stoteraux  | 3. května 2020     | 30. května 2020   | T13.21968 |
| 19           | 19        | A Secret Kept from All the Rest           | Greg Beeman      | Jerry Shandy a Kelly Larson     | 10. května 2020    | 6. června 2020    | T13.21969 |
| 20           | 20        | O, Mouse!                                 | Amanda Tapping   | Holly Henderson a Don Whitehead | 17. května 2020    | 13. června 2020   | T13.21970 |

### Druhá řada (2021)
| Č. v seriálu | Č. v řadě | Původní název               | Režie            | Scénář                                    | Premiéra v USA  | Premiéra v ČR     | Prod. kód |
| ------------ | --------- | --------------------------- | ---------------- | ----------------------------------------- | --------------- | ----------------- | --------- |
| 21           | 1         | What Happened to Kate Kane? | Holly Dale       | Caroline Dries                            | 17. ledna 2021  | 7. dubna 2021     | T13.22751 |
| 22           | 2         | Prior Criminal History      | Carl Seaton      | Chad Fiveash a James Stoteraux            | 24. ledna 2021  | 14. dubna 2021    | T13.22752 |
| 23           | 3         | Bat Girl Magic!             | Holly Dale       | Nancy Kiu                                 | 31. ledna 2021  | 28. dubna 2021    | T13.22753 |
| 24           | 4         | Fair Skin, Blue Eyes        | Menhaj Huda      | Ebony Gilbert                             | 14. února 2021  | 5. května 2021    | T13.22754 |
| 25           | 5         | Gore on Canvas              | Norma Bailey     | Daniel Thomsen                            | 21. února 2021  | 12. května 2021   | T13.22755 |
| 26           | 6         | Do Not Resuscitate          | Holly Dale       | Caroline Dries a Daphne Miles             | 28. února 2021  | 19. května 2021   | T13.22756 |
| 27           | 7         | It's Best You Stop Digging  | Avi Youabian     | Jerry Shandy                              | 14. března 2021 | 26. května 2021   | T13.22757 |
| 28           | 8         | Survived Much Worse         | Holly Dale       | Natalie Abrams                            | 21. března 2021 | 2. června 2021    | T13.22758 |
| 29           | 9         | Rule #1                     | Michael Blundell | Nancy Kiu a Maya Houston                  | 28. března 2021 | 9. června 2021    | T13.22759 |
| 30           | 10        | Time Off for Good Behavior  | Eric Dean Seaton | Chad Fiveash a James Stoteraux            | 11. dubna 2021  | 16. června 2021   | T13.22760 |
| 31           | 11        | Arrive Alive                | Mairzee Almas    | Daniel Thomsen a Daphne Miles             | 18. dubna 2021  | 23. června 2021   | T13.22761 |
| 32           | 12        | Initiate Self-Destruct      | Glen Winter      | námět: Zack Siddiqui scénář: Jerry Shandy | 2. května 2021  | 30. června 2021   | T13.22762 |
| 33           | 13        | I'll Give You a Clue        | Marshall Virtue  | Caroline Dries a Natalie Abrams           | 9. května 2021  | 7. července 2021  | T13.22763 |
| 34           | 14        | And Justice for All         | Rob Duncan       | Ebony Gilbert a Maya Houston              | 16. května 2021 | 14. července 2021 | T13.22764 |
| 35           | 15        | Armed and Dangerous         | Holly Dale       | Nancy Kiu                                 | 6. června 2021  | 21. července 2021 | T13.22765 |
| 36           | 16        | Rebirth                     | Michael Allowitz | Daniel Thomsen                            | 13. června 2021 | 2. srpna 2021     | T13.22766 |
| 37           | 17        | Kane, Kate                  | Carl Seaton      | Chad Fiveash a James Stoteraux            | 20. června 2021 | 9. srpna 2021     | T13.22767 |
| 38           | 18        | Power                       | Holly Dale       | Caroline Dries                            | 27. června 2021 | 16. srpna 2021    | T13.22768 |

### Třetí řada (2021–2022)
| Č. v seriálu | Č. v řadě | Původní název               | Režie             | Scénář                                         | Premiéra v USA     | Premiéra v ČR   | Prod. kód |
| ------------ | --------- | --------------------------- | ----------------- | ---------------------------------------------- | ------------------ | --------------- | --------- |
| 39           | 1         | Mad as a Hatter             | Holly Dale        | Caroline Dries                                 | 13. října 2021     | 19. března 2022 | T13.23151 |
| 40           | 2         | Loose Tooth                 | Jeffrey Hunt      | Chad Fiveash a James Stoteraux                 | 20. října 2021     | 26. března 2022 | T13.23152 |
| 41           | 3         | Freeze                      | Greg Beeman       | Nancy Kiu                                      | 27. října 2021     | 2. dubna 2022   | T13.23153 |
| 42           | 4         | Antifreeze                  | Holly Dale        | Daniel Thomsen                                 | 3. listopadu 2021  | 9. dubna 2022   | T13.23154 |
| 43           | 5         | A Lesson from Professor Pyg | David Ramsey      | Ebony Gilbert a Caroline Dries                 | 10. listopadu 2021 | 16. dubna 2022  | T13.23155 |
| 44           | 6         | How Does Your Garden Grow?  | Robert Duncan     | Jerry Shandy a Natalie Abrams                  | 17. listopadu 2021 | 23. dubna 2022  | T13.23156 |
| 45           | 7         | Pick Your Poison            | Holly Dale        | Kelly Ota a Emily Alonso                       | 24. listopadu 2021 | 30. dubna 2022  | T13.23157 |
| 46           | 8         | Trust Destiny               | Marshall Virtue   | Ebony Gilbert a Daphne Miles                   | 12. ledna 2022     | 7. května 2022  | T13.23158 |
| 47           | 9         | Meet Your Maker             | Michael Blundell  | Caroline Dries a Maya Houston                  | 19. ledna 2022     | 14. května 2022 | T13.23159 |
| 48           | 10        | Toxic                       | Glen Winter       | Caroline Dries a Jerry Shandy                  | 26. ledna 2022     | 21. května 2022 | T13.23160 |
| 49           | 11        | Broken Toys                 | Camrus Johnson    | Chad Fiveash, James Stoteraux a Natalie Abrams | 2. února 2022      | 28. května 2022 | T13.23161 |
| 50           | 12        | We're All Mad Here          | Eric Dean Stanton | Maya Houston a Daphne Miles                    | 23. února 2022     | bude oznámeno   | T13.23162 |
| 51           | 13        | We Having Fun Yet?          | Holly Dale        | Nancy Kiu a Caroline Dries                     | 2. března 2022     | bude oznámeno   | T13.23163 |